# EDA2R
EDA2R (англ. Ectodysplasin A2 receptor) – білок, який кодується однойменним геном, розташованим у людей на X-хромосомі. Довжина поліпептидного ланцюга білка становить 297 амінокислот, а молекулярна маса — 32 759.
| 10         |  | 20         |  | 30         |  | 40         |  | 50         |
| ---------- |  | ---------- |  | ---------- |  | ---------- |  | ---------- |
| MDCQENEYWD |  | QWGRCVTCQR |  | CGPGQELSKD |  | CGYGEGGDAY |  | CTACPPRRYK |
| SSWGHHRCQS |  | CITCAVINRV |  | QKVNCTATSN |  | AVCGDCLPRF |  | YRKTRIGGLQ |
| DQECIPCTKQ |  | TPTSEVQCAF |  | QLSLVEADTP |  | TVPPQEATLV |  | ALVSSLLVVF |
| TLAFLGLFFL |  | YCKQFFNRHC |  | QRGGLLQFEA |  | DKTAKEESLF |  | PVPPSKETSA |
| ESQVSENIFQ |  | TQPLNPILED |  | DCSSTSGFPT |  | QESFTMASCT |  | SESHSHWVHS |
| PIECTELDLQ |  | KFSSSASYTG |  | AETLGGNTVE |  | STGDRLELNV |  | PFEVPSP    |

A: Аланін

C: Цистеїн

D: Аспарагінова кислота

E: Глутамінова кислота

F: Фенілаланін

G: Гліцин

H: Гістидин

I: Ізолейцин

K: Лізин

L: Лейцин

M: Метіонін

N: Аспарагін

P: Пролін

Q: Глутамін

R: Аргінін

S: Серин

T: Треонін

V: Валін

W: Триптофан

Кодований геном білок за функціями належить до рецепторів, білків розвитку. 
Задіяний у таких біологічних процесах, як диференціація клітин, альтернативний сплайсинг. 
Локалізований у мембрані.